# Šumeće
Šumeće (ukrajinski: Шумече) je posavsko selo smješteno 15 km jugozapadno od Slavonskoga Broda i dva kilometra od rijeke Save u posavskoj ravnici. Nalazi se na cesti Brodski Stupnik – Slavonski Brod. Susjedna sela su Banovci, Dubočac i Zbjeg.

## Stanovništvo
U Šumeću većinu stanovništva čine Hrvati, a značajna je i populacija Ukrajinaca.
| broj stanovnika | 350   | 322   | 319   | 370   | 362   | 499   | 481   | 582   | 665   | 636   | 639   | 594   | 552   | 602   | 610   | 580   | 529   |
|                 | 1857. | 1869. | 1880. | 1890. | 1900. | 1910. | 1921. | 1931. | 1948. | 1953. | 1961. | 1971. | 1981. | 1991. | 2001. | 2011. | 2021. |

## Poznate osobe
- Marko Crljen, hrv. general u austro-ugarskoj vojsci, osnivač Hrvatskog domobranstva

## Šumeće danas
U Šumeću je izgrađen novi društveni dom, u selu se nalaze dvije crkve katolička i  grkokatolička. Stanovništvo se većinom bavi poljoprivredom ili rade u tvrtkama u Slavonskome Brodu.

## Ukrajinci u Šumeću
Ukrajinci su se u Šumeće kao i u obližnja sela Kanižu,  Banovce, Zbjeg doselili oko 1900. Tako da je po popisu stanovništva 1910. u selu živilo 449 stanovnika, od toga 333 Hrvata, 128 Ukrajinaca, 38 ostali.

## Kultura
U Šumeći su i dva KUD-a, KUD "Šokadija" koji čuva tradiciju Šokaca te UKPD Andrij Pelih koji čuva tradiciju Ukrajinaca.

## Šport
- NK Šokadija Šumeće

## Galerija
- Katolička crkva
- Grkokatolička crkva

## Vanjske poveznice
|  | Zajednički poslužitelj ima još gradiva o temi Šumeće |